# Molécule homonucléaire
Une molécule homonucléaire est une molécule composée d'atomes du même élément chimique. Une molécule hétéronucléaire est au contraire composée d'atomes de nature chimique différente.

## Molécules homonucléaires sous CNTP
Dans la nature, sous conditions normales de température et de pression (CNTP), les éléments chimiques suivants sont stables quand ils sont sous la forme de :
- molécules monoatomiques : ces molécules sont à l'état gazeux, ce sont les six gaz nobles : hélium (He), néon (Ne), argon (Ar), krypton (Kr), xénon (Xe) et radon (Rn) ;
- molécules diatomiques homonucléaires : ces molécules sont à l'état :
  - gazeux : dihydrogène (H2), diazote (N2), dioxygène (O2) et les deux dihalogènes : difluor (F2) et dichlore (Cl2),
  - liquide : le dihalogène dibrome (Br2),
  - solide : les deux dihalogènes diiode (I2) et peut-être diastate (At2) ;
- molécules octatomiques homonucléaires : le cyclooctasoufre (S8) est un solide cristallin formant des anneaux à 8 membres. Sous cette forme, le soufre appartient à la famille des éléments natifs.
- fullerènes : C60, C70, C76, C78, C80, C84[1].

## Molécules homonucléaires hors CNTP
Les scientifiques ont réussi à fabriquer et/ou stocker des molécules homonucléaires dans des conditions de température et/ou de pression différentes des CNTP, par exemple les oxygènes moléculaires et les phosphores moléculaires :
- molécules diatomiques homonucléaires : 
  - diphosphore (P2) ;
- molécules triatomiques homonucléaires, à l'état :
  - gazeux : ozone (O3) ;

- molécules quadriatomiques homonucléaires :
  - le phosphore blanc est constitué de molécules tétraédriques (P4). C'est un corps toxique qui s'oxyde lentement à l'air à température ambiante. On le conserve toujours sous l'eau. Il se transforme en phosphore rouge exposé à la lumière,
  - tétraoxygène (O4),
  - tétrazote (N4) ;
- molécules octatomiques homonucléaires :
  - octaoxygène (O8).